# 保羅·法蘭克
保羅·法蘭克（Paul Frank，全名是Paul Frank Sunich，1967年8月29日—）是美國知名的漫畫家、插畫家與流行商品設計師，其作品包含服裝、飾品以及其他各種商品。保羅·法蘭克最為人所熟知的是一隻名叫Julius的大嘴猴，這隻猴子出現在大量的商品及出版品中。
九○年代，保羅·法蘭克還是個藝術學院學生的時候，為了讓作品更完整的動機 下，購買了生平第一台縫紉機後，就開始了他縫縫補補的創作生涯。為了取悅當時的 美麗女友，坐在縫紉機前的 Paul 靈機一動，構思了一個全新的卡通人物 - 大嘴猴 Julius ，並將之前剩下的紅色人工皮革( vinyl )，拿來做了一個可愛皮夾之後，朋友們紛紛對保羅的產品表示興趣，而玩樂團的保羅也利用下班時間，幫樂團或朋友製作配件，例如吉他背帶或背包等 。
根據官方網站所描述，Julius是一隻猴子，就像一朵花的中心，牠的朋友們是花瓣。Julius是理性的聲音，朋友們能依靠的中堅人物。牠是個全方位的好人，而且無所不能。舉凡消防隊員、醫生、歌手、熱狗販子、煎餅廚子、律師、宇航員，這些工作牠都能勝任。牠是你心目中最棒的猴子。
保羅·法蘭克與他的朋友Ryan Heuser在一次結伴逛街中閒聊，談到現在人們為什麼連一雙很酷的襪子都找不到的感嘆中劃下句點，之後幾天，保羅就用他最喜愛的人工皮革，特別訂製了一個皮夾送給Ryan ，Ryan非常驚喜於保羅的創意，也興起了創業的念頭，「 我信賴保羅，也確實明瞭他的才華，而且我知道我能使他的發明更適合銷售。」於是，原本在 Mossimo 公司負責公共關係事務的Ryan，毅然辭去工作，向繼母借了五千美元之後，二人於一九九五年開始共創事業。保羅搬來他的縫紉機和人工皮革，就在位於加州紐波特海岸的Ryan自家車庫，開始設計製作他們的產品，而 Ryan就負責海報等包裝創意，利用一些交換市集和精品店來銷售。二年後，原本正和Ryan的室友約會、往來頻繁的John Oswald，無意間聽到保羅及Ryan在房間開會討論的內容，覺得他們這個事業大有可為，剛好John可以為他們挹注大筆資金，於是雙方一拍即合，正式以保羅的名字共同創立了「Paul Frank Industries, Inc.」，由Paul負責創意研發、Ryan負責公關行銷、John負責業務營運的鐵三角關係大致鼎立，自此Paul Frank開始了黃金輝煌生涯 
保羅·法蘭克在2003年認識了他現任的老婆王蘇珊，2005年6月18日，兩人在迪士尼樂園完婚。現在居住在南加州。
吳哥開發有限公司於2011年取得正式代理服飾授權，將美國西岸著名品牌「Paul Frank」大嘴猴引進台灣，至今在潮流服飾的品牌中佔有一席之地。2016年2月，他重返保罗·弗兰克工业公司，现由萨班品牌拥有。

## 外部連結
- Paul Frank 官方網站 （页面存档备份，存于）
- Paul Frank官方粉絲團 （页面存档备份，存于）
- 台灣Paul Frank官方網站 （页面存档备份，存于）
- 台灣Paul Frank官方粉絲團 （页面存档备份，存于）\